# 小針駅

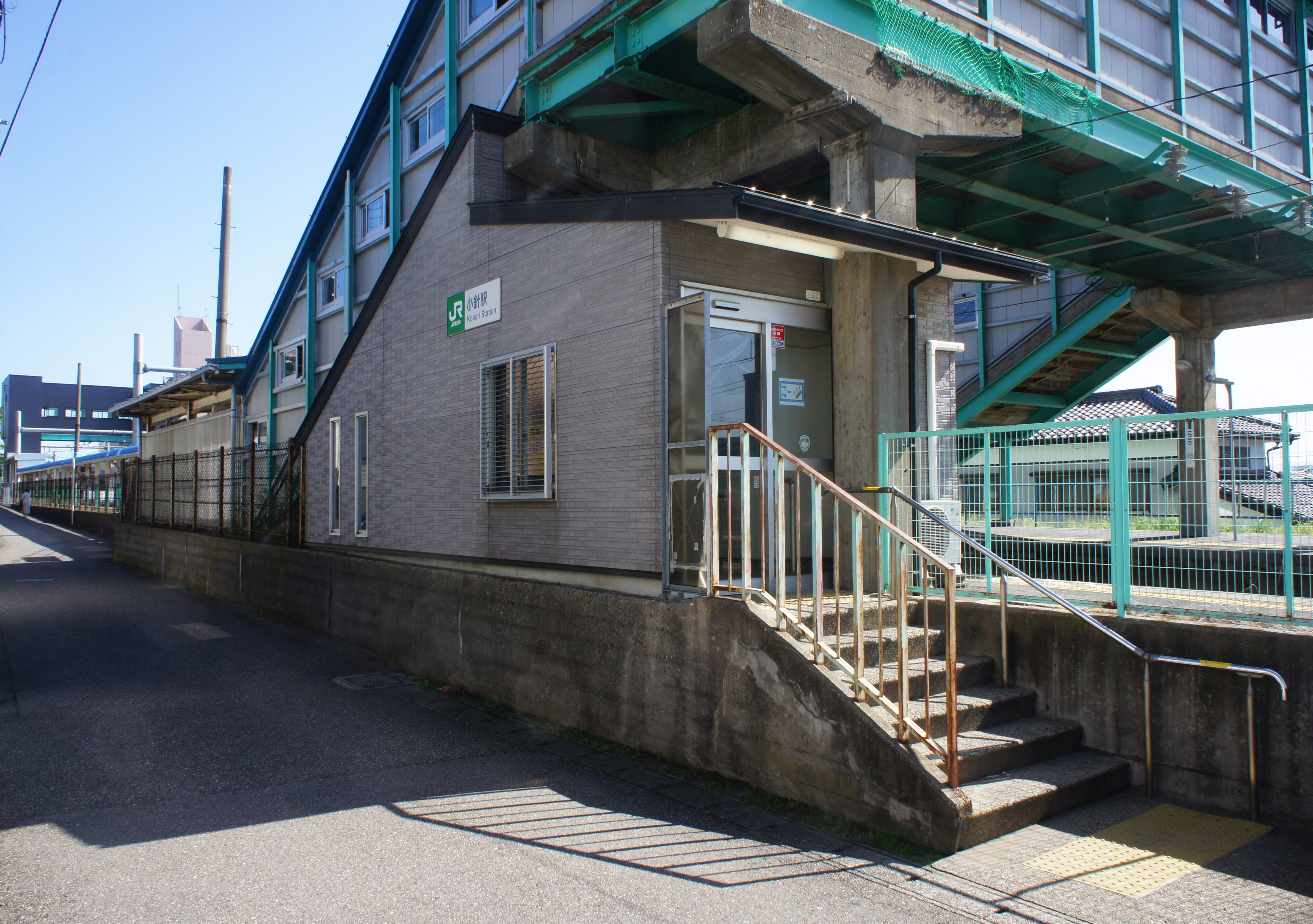
北口（2021年9月）

小針駅（こばりえき）は、新潟県新潟市西区小針南台にある、東日本旅客鉄道（JR東日本）越後線の駅である。

## 歴史
- 1960年（昭和35年）6月1日：国鉄越後線の駅（旅客のみ扱い）として、寺尾 - 関屋間に新設開業[1]。駅舎はブロック造で、建設費全額を地元が負担した[新聞 1]。
- 1966年（昭和41年）
  - この年：駅舎を改築[1]。
  - 10月1日：行き違い設備が完成し、使用を開始[新聞 2]。
- 1984年（昭和59年）4月8日：越後線電化にあわせ業務委託駅となる[新聞 3]。
- 1986年（昭和61年）7月：駅舎を改装[新聞 4]。
- 1987年（昭和62年）4月1日：国鉄分割民営化により、東日本旅客鉄道（JR東日本）の駅となる[2]。また、北口を開設[新聞 5]。
- 1998年（平成10年）8月4日：平成10年8月新潟豪雨（8.4水害）に伴い、同駅と寺尾駅間の線路路盤の一部が流出したことから、復旧までの間、同区間で徐行運転を行う。
- 2005年（平成17年）2月3日：自動改札機の供用を開始[報道 1]。
- 2006年（平成18年）1月21日：ICカード「Suica」の利用が可能となる[報道 2]。
- 2017年（平成29年）：駅舎のエレベーター設置などのバリアフリー化、耐震化などの駅舎改修に着工[報道 3]。
- 2019年（平成31年）2月2日：改札内外のエレベーターと多機能トイレが供用開始され、バリアフリー化が完成[報道 4][新聞 6][新聞 7]。
- 2022年（令和4年）
  - 11月30日：みどりの窓口の営業を終了[3]。
  - 12月1日：指定席券売機を導入[3]。

### 駅舎改修工事
2017年（平成29年）より、駅舎のバリアフリー化、耐震化等の改修工事を行った。主な工事内容は以下である。
- 1番線、2番線間のエレベーター専用跨線橋の新設（非常用階段付き）
- 南側駅舎と駅前広場との間にある階段の改修、エレベーターの新設
- 1番線（内野・吉田方面）でのホーム屋根の増設・補強

## 駅構造
相対式ホーム2面2線を有する地上駅で、両ホームは跨線橋で連絡している。1番線に面する南側の駅舎、2番線に面する北側の駅舎がある。
新潟駅が管理する業務委託駅で、駅業務はJR東日本新潟シティクリエイト（JENIC）が受託している。

### 南側
南側駅舎の自動改札機では、SuicaなどのICカードが利用できる。改札周辺には電光掲示による発車標、有人改札口、多機能券売機、指定席券売機、待合室などのほか、改札内にはトイレや自動販売機が設けられている。また、駅前広場には整理場（一時駐車場）、2階建ての駐輪場が設けられている。
砂丘地の南斜面に位置するため、南口は駅舎と駅前広場（新潟市道 西3-32号線）との間に標高差があり、駅舎正面に階段が設けられている。駅舎改修が終わり周辺整備事業が終了し、駅の構造上坂の途中にあることから高低差を利用し移設された駐輪場から南口まで改めて降りることなくそのまま入れるようになった。また、狭隘だったロータリーも拡張する形で完成した。

### 北側
北口駅舎は2番線の跨線橋下に設けられている。立地上、建物内部は狭隘だが、駅舎内の自動改札機ではSuicaなどのICカードが利用でき、自動券売機や精算機などのほか、改札内には電光掲示による発車標などが設置されている。

### のりば
| 番線 | 路線    | 方向 | 行先           |
| ---- | ------- | ---- | -------------- |
| 1    | ■越後線 | 上り | 内野・吉田方面 |
| 2    | ■越後線 | 下り | 新潟方面       |

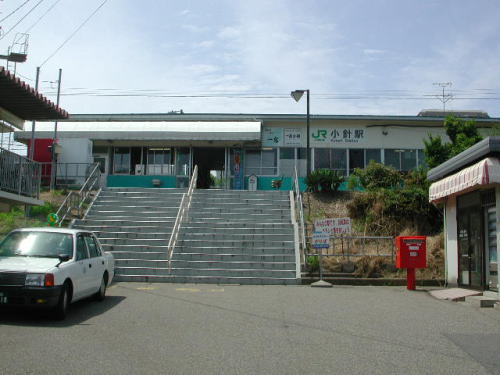
耐震補強工事前の南口駅舎（2004年7月）
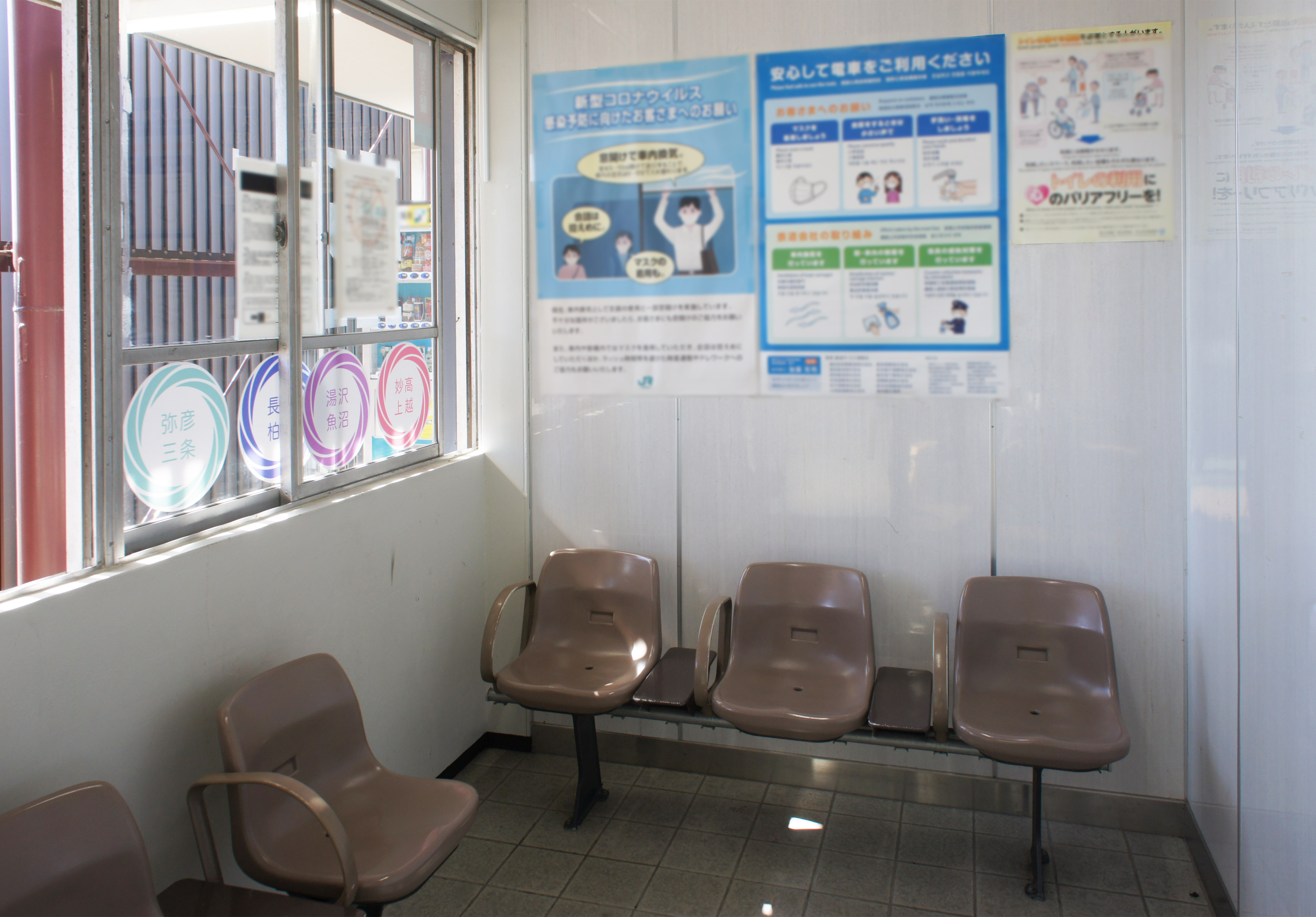
南口待合室（2021年9月）
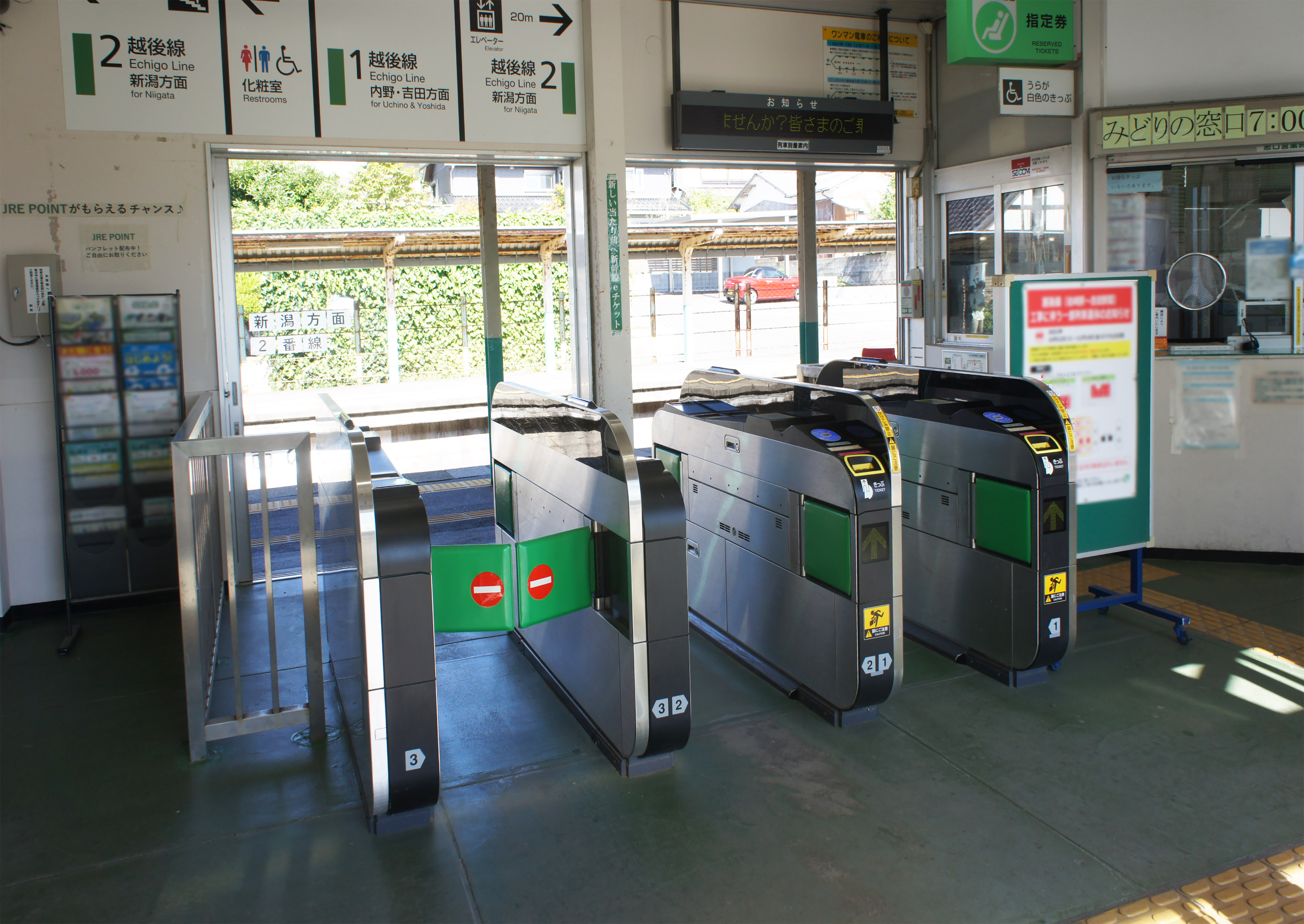
南口改札（2021年9月）
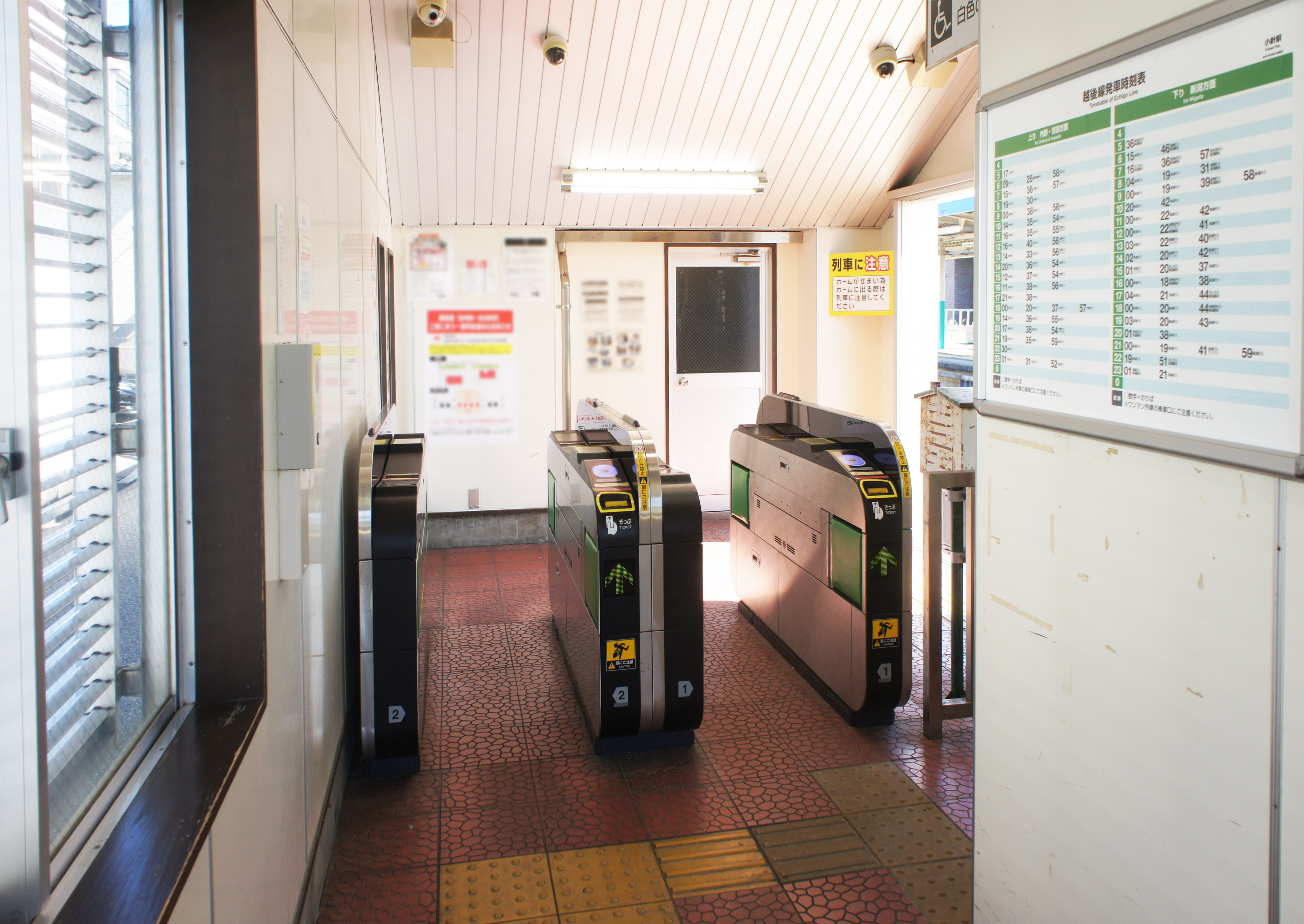
北口改札（2021年9月）
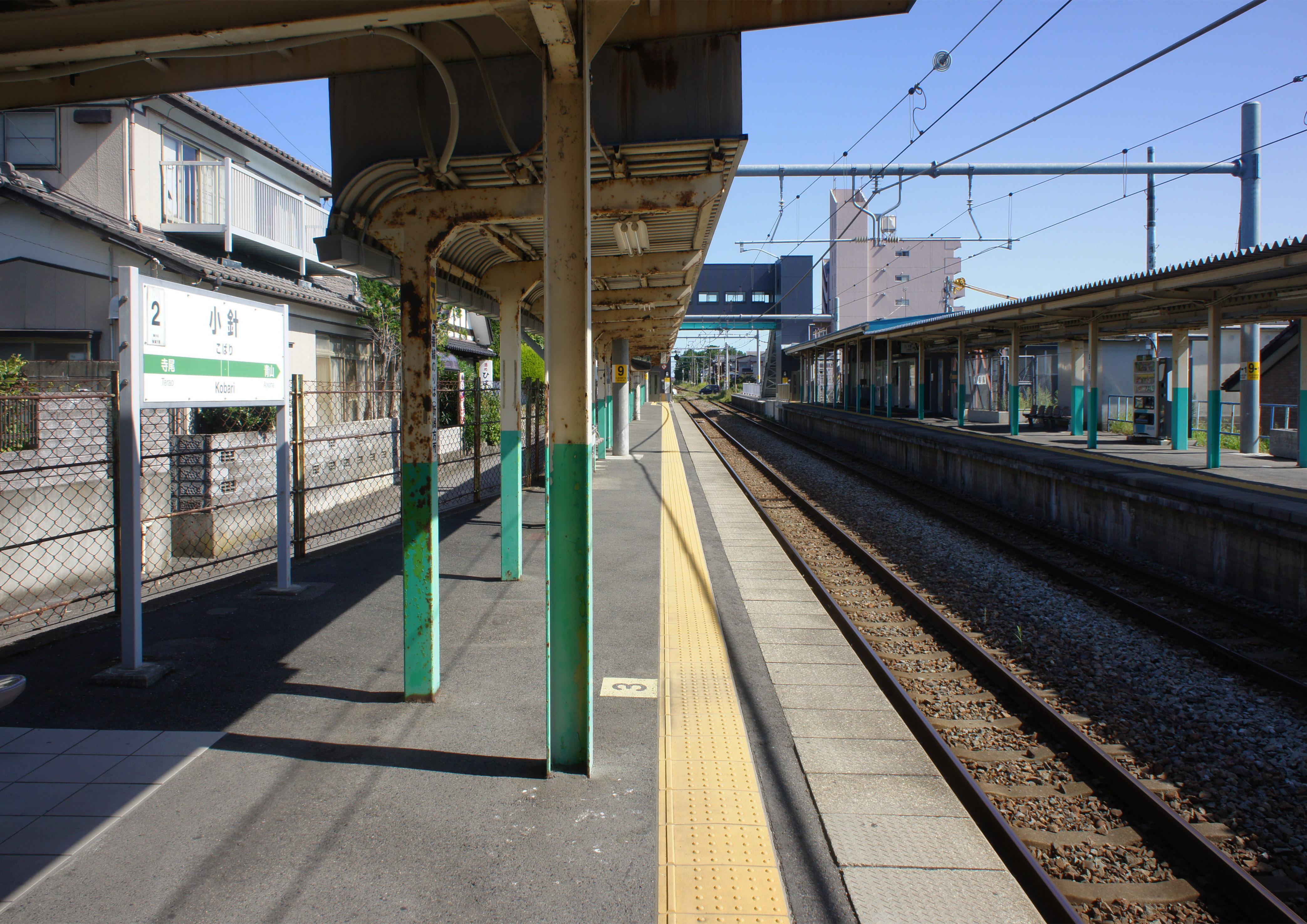
ホーム（2021年9月）

## 利用状況
JR東日本によると、2023年度（令和5年度）の1日平均乗車人員は2,241人である。
2000年度（平成12年度）以降の推移は以下のとおりである。
| 1日平均乗車人員推移 | 1日平均乗車人員推移 | 1日平均乗車人員推移 | 1日平均乗車人員推移 | 1日平均乗車人員推移 |
| 年度                | 定期外              | 定期                | 合計                | 出典                |
| ------------------- | ------------------- | ------------------- | ------------------- | ------------------- |
| 2000年（平成12年）  |                     |                     | 2,433               | [ 利用客数 2 ]      |
| 2001年（平成13年）  |                     |                     | 2,377               | [ 利用客数 3 ]      |
| 2002年（平成14年）  |                     |                     | 2,332               | [ 利用客数 4 ]      |
| 2003年（平成15年）  |                     |                     | 2,340               | [ 利用客数 5 ]      |
| 2004年（平成16年）  |                     |                     | 2,347               | [ 利用客数 6 ]      |
| 2005年（平成17年）  |                     |                     | 2,401               | [ 利用客数 7 ]      |
| 2006年（平成18年）  |                     |                     | 2,356               | [ 利用客数 8 ]      |
| 2007年（平成19年）  |                     |                     | 2,393               | [ 利用客数 9 ]      |
| 2008年（平成20年）  |                     |                     | 2,408               | [ 利用客数 10 ]     |
| 2009年（平成21年）  |                     |                     | 2,338               | [ 利用客数 11 ]     |
| 2010年（平成22年）  |                     |                     | 2,338               | [ 利用客数 12 ]     |
| 2011年（平成23年）  |                     |                     | 2,338               | [ 利用客数 13 ]     |
| 2012年（平成24年）  | 712                 | 1,737               | 2,450               | [ 利用客数 14 ]     |
| 2013年（平成25年）  | 720                 | 1,832               | 2,553               | [ 利用客数 15 ]     |
| 2014年（平成26年）  | 701                 | 1,839               | 2,540               | [ 利用客数 16 ]     |
| 2015年（平成27年）  | 731                 | 1,910               | 2,642               | [ 利用客数 17 ]     |
| 2016年（平成28年）  | 737                 | 1,914               | 2,651               | [ 利用客数 18 ]     |
| 2017年（平成29年）  | 714                 | 1,891               | 2,605               | [ 利用客数 19 ]     |
| 2018年（平成30年）  | 715                 | 1,879               | 2,594               | [ 利用客数 20 ]     |
| 2019年（令和元年）  | 688                 | 1,831               | 2,520               | [ 利用客数 21 ]     |
| 2020年（令和02年）  | 446                 | 1,590               | 2,037               | [ 利用客数 22 ]     |
| 2021年（令和03年）  | 467                 | 1,595               | 2,063               | [ 利用客数 23 ]     |
| 2022年（令和04年）  | 550                 | 1,594               | 2,145               | [ 利用客数 24 ]     |
| 2023年（令和05年）  | 622                 | 1,618               | 2,241               | [ 利用客数 1 ]      |

## 駅周辺
周辺は住宅地。駅北口側、市道曽和インター信濃町線と市道小針線が交わる小針十字路周辺はかつて「小針銀座」と呼ばれたほど商店があったが、現在ではその面影はほとんどなく跡地には学習塾などが入っている。

### 南口側
2023年（令和5年）4月現在、小針駅南口に区バスを乗り入れるために1段下がった道路（新潟市道 西3-30号線）から市道小針線との接続道路を改良している。
南口から接続している道路のうちアパートやマンションを抜けて市道小針線までの道路は新潟市道ではなく私道である。
- 新潟市青山浄水場
  - 青山水道遊園
- JA新潟厚生連 新潟医療センター[7]
- 新潟県立新潟工業高等学校
- 新潟市立小針中学校
- 新潟市立小針小学校
- 新潟縣信用組合 小針支店
- JA新潟かがやき（旧JA新潟みらい） 小針出張所ATMコーナー
- コメリホームセンター 小針店
- セブンイレブン 新潟小針藤山店
- 市営小針住宅
- リオン・ドール 寺尾店
- アピタ新潟西店

### 北口側
北口は住宅地前の幅の狭い市道（新潟市道 西3-29号線）に面しており、広場などはないが、駅舎西側に駐輪場が設けられている。
- 新潟西警察署 西小針交番
- 国立病院機構西新潟中央病院[1]
- 第四北越銀行 小針が丘支店・小針支店[注 1]
- 大光銀行 小針支店
- ツルハドラッグ 新潟小針西店
- 新潟市道曽和インター信濃町線1号（西大通り）
- 森塾 新潟小針十字路校
- 東進衛星予備校 小針十字路校
- NSG教育研究会 小針校
- 個別指導スタンダード 小針教室
- 個別指導Axis 小針中央校
- 市営小針第一住宅、小針第二住宅、小針が丘住宅、小針西住宅

## バス路線
新潟交通の路線バスと新潟市による区バス坂井輪ルートを旧「Qバス」を継承し（新潟交通が運行受託）運行されている。

### 南口
駅前にはバス停は設置されていないが、南口から小路を左手へ出た先の市道小針線にQバスのバス停が位置する。
| バス停名 | 乗り場位置 | 路線名 | 系統番号・行先                              | 出典  |
| -------- | ---------- | ------ | ------------------------------------------- | ----- |
| 小針駅前 | 小針線沿い | Qバス  | - 内回り：済生会病院 - 外回り：小新大通団地 | [ 8 ] |

### 北口
北口より徒歩約3分の西大通り沿いにバス停が位置し、新潟交通の路線が以下のように運行されている。
| バス停名   | 乗り場位置・方面                                  | 路線名              | 系統番号・行先                                                                  | 出典  |
| ---------- | ------------------------------------------------- | ------------------- | ------------------------------------------------------------------------------- | ----- |
| 小針十字路 | 新潟西警察署西小針交番前（寺尾・内野方面）        | ■ W2 西小針線       | - W20・W23：坂井・内野営業所 - W21・W23：新潟大学・内野営業所 - W22：信楽園病院 | [ 9 ] |
| 小針十字路 | 第四北越銀行小針支店前（市中心部方面）            | ■ W2 西小針線       | - W20・W21・W22・W24・W25：新潟駅 - W23：美咲合同庁舎                           | [ 9 ] |
| 小針十字路 | 第四北越銀行小針支店（小針が丘支店）前            | 西区バス（旧Qバス） | 内回り（上山・五十嵐・西区役所方面）：済生会病院                                | [ 8 ] |
| 小針十字路 | - 小針十字路南側・パンRITZ向かい - 市道小針線沿い | 西区バス（旧Qバス） | 外回り（小針四丁目・小新方面）：小新大通団地                                    | [ 8 ] |

## 隣の駅
東日本旅客鉄道（JR東日本）
■越後線
寺尾駅 - 小針駅 - 青山駅

### 記事本文